# Virginia Capers
Eliza Virginia Capers znana jako Virginia Capers (ur. 22 września 1925 w Sumter, zm. 6 maja 2004 w Los Angeles) – amerykańska aktorka i piosenkarka. Zdobywczyni nagrody Tony w 1974 roku za pierwszoplanową rolę kobiecą w musicalu Raisin. 

## Kariera
Studiowała na Uniwersytecie Howarda, następnie kształciła się w śpiewie w Juilliard School na Manhattanie. W tym czasie występowała w teatrze żydowskim. Zatrudniona została też w zespole Abe’a Lymana i brała udział w jego programach radiowych i trasach koncertowych. Pod koniec lat 50. grała w broadwayowskich produkcjach: musicalu Jamaica (zastępowała Adelaide Hall) i Saratoga, musicalu Harolda Arlena i Johnny’ego Mercera z 1959 roku. Szczytowym osiągnięciem jej kariery było zdobycie nagrody Tony w 1974 roku za rolę Leny Younger w musicalu Raisin, muzycznej wersji A Raisin in the Sun. 
W branży filmowej często odgrywała role sędziów, pielęgniarek i innych profesjonalistów, ale także stereotypowe dla swojej postury role dominującej matki lub wynajętej służącej. W telewizji występowała od lat 60. XX wieku. Uznanie i rozpoznawalność przyniosły jej role w serialach dramatycznych (Daniel Boone, Mannix, Knot's Landing, ER, Have Gun, Will Travel) i komediowych (Evening Shade, Fresh Prince of Bel-Air, The Hughleys). Za rolę w Mannix nominowana była do nagrody Emmy. 
Jej najbardziej znane role w filmach to Mama Holiday w Lady Sings the Blues (1972), u boku Diany Ross, i pielęgniarki Sparrow w filmie Wolny dzień Ferrisa Buellera (1986). Występowała także w The Toy oraz What's Love Got to Do With It. 
Capers założyła Lafayette Players, teatr dla czarnoskórych aktorów w Los Angeles. Uhonorowana była nagrodami National Black Theatre Festival Living Legend Award, Paul Robeson Pioneer Award oraz NAACP's Image Award.

## Życie prywatne
Urodziła się 22 września 1925 roku w Sumter, w Karolinie Południowej. 
Zmarła 6 maja 2004 roku w Los Angeles z powodu zapalenia płuc. Miała brata i syna. 